# 点彩画派

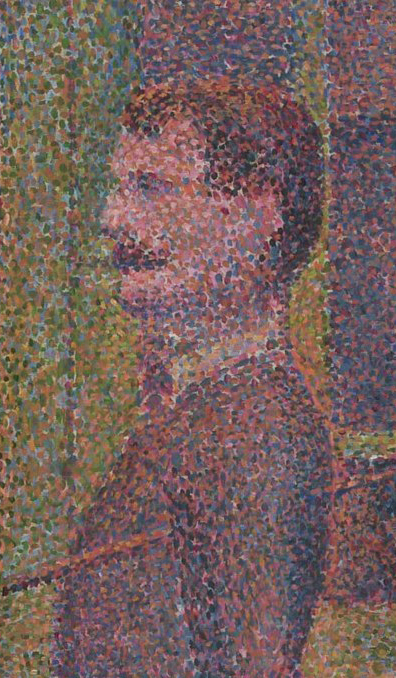
秀拉的作品《检阅》（1889年）细部

点彩画派（法語：pointillisme，發音：[pwɛ̃tijism] ⓘ）是一种用很粗的彩点堆砌，创造整体形象的油画绘画方法，创始人是秀拉和希涅克，此名称是来源于1880年代的艺术批评家们对他们绘画的讽刺，现在则成为一个正式名称。点彩画派又称新印象主义，也叫分色主义，其主要代表人物除了创始人外，还包括毕沙罗等人。
点彩画派的画家反对在画板上调色的绘画方法，他们只用四原色来作画，用色点堆砌，如同电视机显像的原理一样，利用人类视网膜分辨率低的特性，使人感觉出一个整体形象。
点彩画派的作画方法是19世纪科技发展的一种反映，也是美术的一种新尝试，对后来电视和显示屏的发明也是一种启示。